# جيف سيلفا
جيف سيلفا (بالبرتغالية: Jeff Silva‏) (29 يونيو 1986 في البرازيل - ) هو لاعب كرة قدم برازيلي في مركز الظهير. لعب مع النجم الأحمر بلغراد وباوليستا ونادي أفاي لكرة القدم ونادي أيه بي سي ونادي بيرا مار ونادي ديوسجوري ونادي فورتاليزا ونادي مول فيدي ونادي لوندرينا وبوافيستا سبورت ‏ ونادي مونتي أزول وCeilândia Esporte Clube ‏ ونادي ناوتيكو.

## وصلات خارجية
- جيف سيلفا على موقع قاعدة بيانات كرة القدم.إي يو (الإنجليزية)
- جيف سيلفا على موقع Soccerway.com (الإنجليزية)